# Chamontowo (przystanek kolejowy)
Chamontowo, 141 km (ros. Хамонтово, 141 км) – przystanek kolejowy w pobliżu miejscowości Koskienicy i Chamontowo, w rejonie wołchowskim, w obwodzie leningradzkim, w Rosji. Położony jest na linii Wołchow - Murmańsk.